# Jerzy Prokopiuk
Jerzy Prokopiuk (né le 5 juin 1931 à Varsovie en Pologne et mort le 18 mars 2021) est un philosophe, gnostique, anthroposophe et essayiste polonais. 
Il se situe en réaction à ce qu'il considère comme une emprise de l'Église catholique romaine sur la pensée polonaise.
Il traduit du français (Mircea Eliade et Sédir), de l'allemand (Rudolf Steiner et Carl Gustav Jung) et de l'anglais (Aldous Huxley) vers le polonais. Il contribue aussi à l'étude des textes ésotériques et gnostiques (en particulier manichéens).